# Philothis atavus
Philothis atavus är en skalbaggsart som beskrevs av Reichardt 1931. Philothis atavus ingår i släktet Philothis och familjen stumpbaggar. Inga underarter finns listade i Catalogue of Life.